# Sebastián Vizcaíno

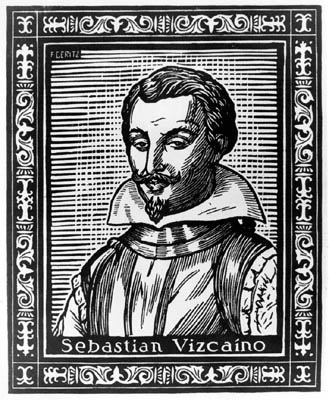
Sebastián Vizcaíno

Sebastián Vizcaíno (* 1548 in der Extremadura, Spanien; † um 1615 oder 1625 in Mexiko-Stadt) war ein spanischer Entdecker, Soldat und Diplomat, der vor allem Gebiete in Mexiko, Kalifornien und Japan bereiste.

## Biographie

### Frühe Jahre
Der in der Extremadura geborene Vizcaíno trat als Soldat in die Dienste der spanischen Krone. Seinen ersten Einsatz erlebte er während der Invasion Portugals durch Spanien in den Jahren 1580 bis 1583. Danach begab er sich 1586 in die spanischen Kolonien nach Neuspanien. Als Händler reiste er von 1586 bis 1589 auf der Manila-Galeone von neuspanischen Hafen Acapulco auf die Philippinen.

### In Kalifornien
Vizcaíno erhielt 1593 die begehrte Erlaubnis, an der Westküste des Golfs von Kalifornien die Perlenfischerei zu betreiben. Er segelte 1596 mit einer Flotte von drei Schiffen an die Südspitze der Halbinsel Niederkalifornien und gab der Gegend den Namen La Paz. Vizcaíno versuchte dort eine Siedlung zu gründen. Aufgrund unzureichender Versorgung und damit einhergehenden Verfalls der Moral der Siedler gelang dies jedoch nicht und nach einem Feuer wurde der Versuch bald aufgegeben.
Vom spanischen Vizekönig in Mexiko-Stadt, Gaspar de Zúñiga y Acevedo, wurde Vizcaíno 1601 zum Führer einer Expedition ernannt, die sichere Häfen entlang der Küste von Alta California ausfindig machen sollte, welche von spanischen Galeonen auf der Fahrt von Manila nach Acapulco angelaufen werden konnten. Er wurde zudem damit beauftragt, die von Juan Rodríguez Cabrillo 60 Jahre zuvor erkundete kalifornische Küste genau zu kartographieren. Am 5. Mai 1602 startete Vizcaíno die Expedition mit drei Schiffen, dem Flaggschiff San Diego sowie der San Tomas und der Tres Reyes. Am 10. November 1602 erreichte er die San Diego Bay, der er ihren heutigen Namen gab. Der kalifornischen Küste weiter nach Norden folgend, gab Vizcaíno vielen auffälligen Landmarken ihren heutigen Namen, so etwa Point Lobos, Carmel Valley, Monterey Bay, Sierra Point und Coyote Point. Dabei ließ er in einigen Fällen Benennungen außer Acht, die zuvor von Cabrillo vorgenommen worden waren.
Die Tres Reyes wurde auf der Reise von den beiden anderen Schiffen getrennt und segelte unter ihrem Kapitän Martin d’Aguilar bis an die Küste des heutigen Oregon.

### Reise nach Japan
1611 reiste Vizcaíno als spanischer Gesandter von Neuspanien aus nach Japan, um der japanischen Regierung für die gute Behandlung des früheren Gouverneurs der Philippinen, Rodrigo Vivero y Velasco, zu danken, der 1609 vor Japan Schiffbruch erlitten hatte. Begleitet wurde Vizcaíno von einer japanischen Delegation, die eine Botschaft Luis Sotelos nach Neuspanien überbracht hatte. In Japan sprach Vizcaíno sowohl mit dem zurückgezogen lebenden alten Shogun Tokugawa Ieyasu in Sumpu, als auch mit dessen regierendem Sohn Tokugawa Hidetada in Edo, die er jedoch mit seiner Weigerung befremdete, sich ihrem Hofzeremoniell zu fügen. Ferner traf er Date Masamune, den mächtigen Daimyo von Sendai, der den christlichen Missionaren gegenüber freundlich eingestellt war. Das Ziel der Spanier war es, die Ausweisung aller protestantischen Kaufleute (Engländer und Niederländer) aus Japan zu erlangen.
Von Japan aus versuchte Vizcaíno, die märchenhaften Gold- und Silberinseln zu finden, die angeblich östlich von Japan liegen sollten. Sein Schiff, die San Francisco, wurde jedoch aufgrund eines Unwetters seeuntauglich und er musste nach Uraga in Japan zurückkehren. Der im Folgejahr unternommene Versuch, Neuspanien auf einem japanischen Schiff zu erreichen, scheiterte und er begab sich abermals nach Uraga zurück.
Nunmehr ließ Date Masamune ein neues Schiff erbauen. Die 500-Tonnen Galeone wurde 1613 fertiggestellt und auf den Namen San Juan Bautista getauft. Auf dem Schiff segelte Vizcaíno nach Neuspanien zurück. Begleitet wurde er von einer Gesandtschaft Date Masanumes unter Hasekura Tsunenaga, die über Neuspanien den spanischen König in Madrid und den Papst in Rom aufsuchen sollte. Vizcaíno soll mit seinem Wissen und seiner Erfahrung im Navigieren sowohl zum erfolgreichen Bau des Schiffs als auch letztlich zur erfolgreichen Reise der Gesandtschaft beigetragen haben.
Über seine Reise nach Japan veröffentlichte Vizcaíno eine Schrift mit dem Titel Bericht über die Suche nach den Gold- und Silberinseln. 1614 zog er sich in Spanien vorübergehend ins Privatleben zurück, starb dann aber während eines neuerlichen militärischen Einsatzes zur Verteidigung Acapulcos gegen die Niederländer 1615 in Mexiko-Stadt.